# Oasis (àlbum)
Oasis és un àlbum d'estudi col·laboratiu entre el cantant colombià J Balvin i el traper porto-riqueny Bad Bunny, publicat el 28 de juny de 2019. L'àlbum abasta des del Reggaeton al Trap llatinoamericà i inclou lleus pinzellades de folklore llatinoamericà i Jazz, presenta vuit cançons. Així mateix, és el primer àlbum col·laboratiu entre J Balvin i Bad Bunny, tot i que ja van treballar junts en diverses cançons anteriors com: Si tu novio te deja sola i I Like It al costat de Cardi B. A més, tots els videoclips de l'àlbum van ser dirigits per Colin Tilley.
Dins de l'àlbum, es desprenen alguns senzills com: Qué pretendes, La canción, «Un peso» i Yo le llego entre d'altres. En aquest àlbum, estan incloses les participacions de Marciano Cantero i Mr. Eazi.

## Antecedents
Oasis es va mostrar per primera vegada durant una entrevista de J Balvin amb Beats 1 presentador de ràdio Ebro Darden i es va anunciar per primera vegada durant una entrevista amb Complex el setembre de 2018. L'àlbum està pensat per ser considerat com un so nou i "refrescant". En un comunicat de premsa, Bad Bunny el va qualificar "d'un àlbum transcendental i refrescant; és un rescat, un alleujament", mentre que J Balvin va dir que tots dos "sempre semblen estar en la mateixa longitud d'ona, ja que a ell li agrada el que m'agrada.